# 李孟群

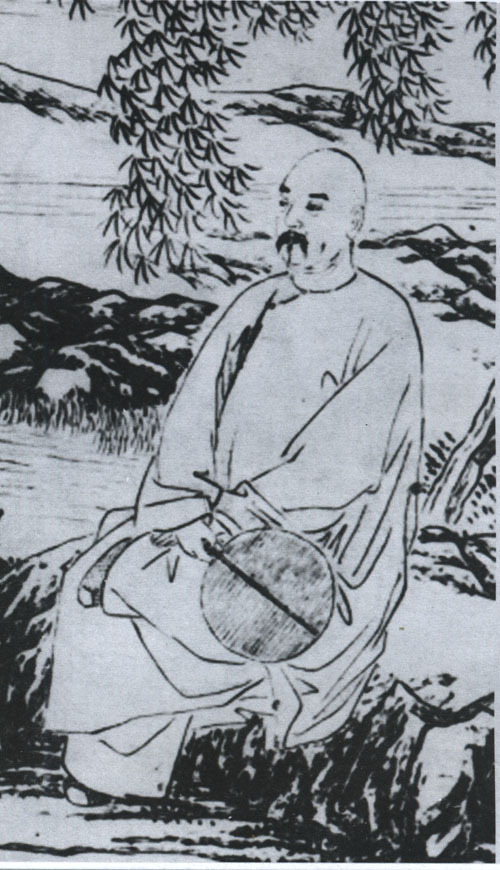
李孟群

李 孟群（り もうぐん、Li Mengqun、1830年 ‐ 1859年）は、清末の官僚。字は鶴人。河南省光州出身。
1847年に進士となり、広西省霊川・桂平の知県を歴任し、陳亜貴の蜂起の討伐の功により、南寧同知となった。1851年、竜河を渡河しようとする太平天国軍と戦って渡河を防ぎ、知府に昇進した。太平天国軍が桂林を包囲すると応援に駆け付け、包囲を解いた。その後、潯州知府となり、天地会討伐にあたった。
1854年、曽国藩が湘軍に水軍を創設すると、李孟群は楊載福・彭玉麟とともに指揮官として登用された。水軍は城陵機の戦いで勝利し、岳州を奪回した。このころ太平天国軍は武昌を陥落させ、湖北按察使をしていた李孟群の父の李卿穀が戦死した。このため李孟群は復仇を誓って、武昌奪回戦に参加して戦功を立てた。その後も曽国藩に従って江西省・湖北省を転戦した。
1857年、安徽省で太平天国軍が六安・英山・霍山を陥落させ、廬州が危機にさらされた。李孟群は陸軍2500人を率いて救援に赴き、その途上で安徽布政使に任命された。英山・霍山を奪回し、1858年には六安を奪回した。安徽巡撫の福済が解任されると李孟群が巡撫の職務を一時代行したが、廬州が陥落すると解任された。その後李孟群は廬州の敗兵をまとめ、廬州近郊の長城に駐屯した。
同年に湘軍の李続賓が三河の戦いで大敗すると、形勢は清軍に不利になり、1859年2月に長城は6～7万の太平天国軍に包囲され、十数日の激戦の末、李孟群は捕らえられ処刑された。朝廷から武愍の諡号が贈られた。